# Оне, Жорж
Жорж Оне (Онэ) (фр. Georges Ohnet; 1848—1918) — французский писатель-романист и драматург, представитель массовой литературы. В своё время за ним закрепилось определение «Бурже для бедных».

## Биография
Жорж Оне родился 3 апреля 1848 года в городе Париже. Получил образование в парижском колледже Сент-Барб (фр. Collège Sainte-Barbe) и Лицее Генриха IV.
Дебютировал пьесами «Регина Серпи» и «Марта» (1875). Тогда же начал серию романов, под общим заглавием: «Битвы житейские». Они задуманы как протест против натурализма; автор заявлял себя «идеалистом» и продолжателем заветов Жорж Санд. По мере появления романов Оне оказалось, однако, что идеализм его сводится к потворству вкусам толпы. В его романах, как правило, торжествуют будничные, мелкобуржуазные идеалы. «Серж Панин» (экранизирован в 1939 г. , «Горнозаводчик», «Графиня Сара», «Доктор Рамо», «Немврод и компания» и другие сочинения рисуют высоко благородных представителей знати, женщин с сильными страстями, торжество самоотверженной любви, драматические конфликты чувств, борьбу великодуший и т. д. Отличительные черты этих романов — узкое понимание добра и справедливости, сентиментальность в обрисовке характеров, фальшь в изображении жизни. Крестьяне и рабочие столь же условны в романах Оне, как и аристократы.

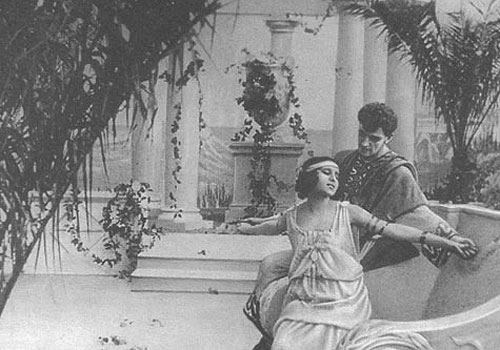
Кадр из к/ф «Жизнь за жизнь»

Эти недостатки так очевидны, что критика, прежде занимавшаяся оценкой романов Оне, стала обходить их молчанием. Жюль Леметр первый, в своих «Contemporains», как бы выключил Оне из литературы. Свою статью о нём он начинает извинениями: его читатели привыкли к тому, что он говорит о литературе, — а вместо этого он собирается дать оценку Оне.
Однако провал у критиков не помешал писателю иметь громадный успех у большой публики: это объясняется большим ремесленным навыком, уменьем эффектно комбинировать события и разыгрывать драматические сцены. Драмы, переделанные Оне из некоторых его романов, также имеют большой успех, особенно вследствие того, что в них имеются благодарные роли для актеров.
Жорж Оне умер 5 мая 1918 года в родном городе и был похоронен на кладбище Пер-Лашез.

## Проза в русских переводах
(Издания приведены в хронологическом порядке. Источник: Электронный каталог Архивная копия от 3 ноября 2017 на Wayback Machine Российской Национальной библиотеки).
- Серж Панин (Жизнь за жизнь) (Serge Panine). Роман / Пер. с фр. под ред. П. И. Вейнберга. — Санкт-Петербург, 1881.

- Кузнец (Le Maître de forges). Роман Жоржа Онэ. — Санкт-Петербург: В. В. Комаров, 1882. —257 с., 4 л. ил.; 21 см. — (Приложение романов к газете «Свет»; Авг. 1882 г. Кн. 5).

- Битвы житейские. Роман Джоржа Онэ / Пер. с фр. О. Н. Хмелевой. — Санкт-Петербург: тип. И. П. Вощинского, 1882. — 374 с.; 20 см.

- Графиня Сара (La Comtesse Sarah). Роман Жоржа Онэ. — Санкт-Петербург: тип. В. В. Комарова, 1883. — 318 с., 6 л. ил.; 21 см. — (Приложение романов к газете «Свет»; Дек. Кн. 12-я. 1883 г.).

- Горнопромышленник (Maitre de forges). Роман. Пер. с французского. — Санкт-Петербург, 1885.

- Месть плебея. Роман Жоржа Онэ / Пер. с фр. М. Сароченковой. — Санкт-Петербург: тип. В. В. Комарова, 1885. — 248 с., 5 л. ил.; 23 см. — (Приложение романов к газете «Свет»; Сент. кн. 9-я, 1885 г.)

- Лиза Флерон (Lise Fleuron). Роман Жоржа Онэ (Пер. с фр.). — Санкт-Петербург: ред. «Ил. мира», 1885. —222 с.; 18 см.

- Белоручка и работник (Maitre de forges). Роман Жорж Онеэ. / Пер. с фр. — Санкт-Петербург: Т. Ф. Кузин, 1888. — 382 с.; 18 см.

- Воля (Volonte). Роман Жоржа Онэ / Пер. с фр. А. Пономарева. — Санкт-Петербург : ред. «Ил. мир.», 1888. — 248 с.; 19 см.

- Доктор Рамо (Le docteur Rameau). Роман Жоржа Онэ : (С фр.). — Санкт-Петербург: Ред. журн. «Ил. мир», 1889. — 192 с. ; 20 см.

- Последняя любовь (Dernier amour). Роман. — Санкт-Петербург: ред. журн. «Вестник моды», 1889.

- Доктор Рамо (Le docteur Rameau). Роман в 2 ч / Соч. Жоржа Онэ. — Санкт-Петербург: кн. В. Мещерский, 1890. — 240 с.; 20 см. (Литературные прил. к газ. «Гражданин». Дек. 1890).

- Последняя любовь (Dernier amour). Роман / Пер. с французского С. Д. Силич. — Санкт-Петербург, 1890.

- Долг ненависти (Dette de haine). Роман Жоржа Онэ. — Санкт-Петербург, 1891. — 212 с.; 23 см.

- Нимврод и К° (Nemrod et Cie). Роман. Пер. с фр / Жорж Онэ. — Санкт-Петербург: тип. газ. «Новости», 1892. — 255 с.; 21 см. (Прил. к газ. «Новости», 1892)
  - То же: 2-е изд. — Санкт-Петербург: кн. маг. газ. «Новости», 1896. — 255 с.; 21 см.

- Немврод и К° (Nemrod et Cie). Роман Жоржа Онэ. — Санкт-Петербург: тип. В. В. Комарова, 1893. — 166 с. ил.; 21 см. (Прил. романов [к газ.] «Свет». 1893).

- Торжество любви (Le maitre de forges). Роман / Жорж Онэ; Пер. с [289-го] фр. [изд.] О. Н. Хмелевой. — Санкт-Петербург: М. М. Ледерле и К°, 1893. — 317 с.; 18 см. — (Моя библиотека; № 7, 8, 9 и 10).

- Право ребенка (Le droit de l’enfant). Роман Жоржа Онэ / Пер. М. А. Сароченковой. — Санкт-Петербург: тип. В. В. Комарова, 1894. — 136 с.; 23 см.

- Французский священник (Le curé de favières). Роман / Жорж Онэ; Пер. К. Карелина. — Санкт-Петербург: тип. В. В. Комарова, 1898. — 168 с.; 21 см.

- Король Парижа (Roi de Paris). Роман. Пер. с фр / Жорж Онэ. — Москва: Унив. тип., 1899. — 501 с.; 18 см.

- Горнозаводчик (Le maître de forges). Роман Жоржа Онэ / Пер. с фр. Е. И. Перемежко-Галич. — Санкт-Петербург: А. С. Суворин, 1900. —357 с.; 18 см. — (Новая библиотека Суворина).

- На дне пропасти (Au fond du gouffre). Роман Жоржа Онэ / Пер. с фр. М. А. Сароченковой. — Санкт-Петербург: тип. В. В. Комарова, 1900. — 208 с.; 22 см. — (Приложение романов к газете «Свет»; 1900, дек.)

- Развращенный Париж (Roi de Paris). Роман / Пер. с фр. Ф. Н. Латернера; Жорж Онэ. — Москва: изд. кн. склада Д. П. Ефимова, 1901. — 321 с.; 19 см.

- Собрание сочинений Жоржа Онэ — Санкт-Петербург: П. Ф. Пантелеев, 1901. — 20 см. — (Собрание сочинений избранных писателей).
  - Т. 1. Серж. Панин Архивная копия от 22 января 2018 на Wayback Machine (Serge Panine). Роман / Пер. Л. И. Ненарокомовой. — 1901. — 208 с. — (…; Кн. 11)
  - Т. 2. Горнозаводчик (Maître de forges). Роман / Пер. В. А. Москалевой. — 1901. — 228 с. — (…; Кн. 27)

- Кутящий Париж Архивная копия от 9 апреля 2018 на Wayback Machine (Roi de Paris). Роман. — Санкт-Петербург: типогр. бр. Пантелеевых, 1900.

- Беда от гордости (Maître de forges). Роман Жорж Онеэ. Пер. с фр. — Санкт-Петербург: тип. Дома пр. малолетн. бедн., 1901. — 382 с.; 20 см.

- Таинственная женщина. Новый роман Жоржа Онэ. Пер. с фр. / В переводе «Дамы под вуалью». — Санкт-Петербург: Новый журн. иностр. лит., 1901. — 155 с. портр.; 25 см.

- Таинственная личность. Роман Ж. Онэ / Пер. с фр. М. А. Сароченковой. — Санкт-Петербург: типо-лит. В. В. Комарова, 1902. — 288 с.; 22 см. — (Свет: Сборник романов и повестей. Ежемес. журн.; Т. 8. Авг. 1902 г.).

- Отравитель (Marchand de poison). Роман Жоржа Онэ / (Пер. с фр. Л. Я. Сароченковой). — Санкт-Петербург: типо-лит. В. В. Комарова, 1903. — 230 с.; 23 см. — (Свет: Сборник романов и повестей. Ежемес. журн.; Т. 12. Дек. 1903 г.)

- Победительница (La conquérante). Роман Ж. Онэ. — Санкт-Петербург: типо-лит. В. В. Комарова, 1905. — 180 с.; 23 см. — (Свет: Сб. романов и повестей. Ежемес. журн.; Т. 10, окт. 1905 г.)

- Бродяга. Роман / Жорж Онэ; Пер. П. В. Безобразова. — Санкт-Петербург: тип. М. Я. Минкова, 1909. — 111 с.; 17 см.

- В пропасти. Роман / Пер. С. Солововой. — Санкт-Петербург: А. С. Суворин, 1910.

- Смерть консулу! Архивная копия от 22 апреля 2018 на Wayback Machine (Pour tuer Bonaparte). Ист. роман / Жорж Ону; Пер. с фр. А. Б. Михайлова. — Санкт-Петербург: тип. А. С. Суворина, 1911. — 152 с.; 26 см.

- Торговец ядом (Marchand de poison). Роман. Пер. с фр / Жорж Онэ. — Санкт-Петербург: типо-лит. т-ва «Свет», 1913. — 171 с.; 22 см.

- Живая душа. Повесть / Ж. Онэ. — Петроград: тип. т-ва «Свет», 1914. — 96 с.; 23 см. — («Свет»: Сб. романов и повестей ; 1914, № 12. Дек.)

- Смерть консулу! (Pour tuer Bonaparte). Роман. Перевод с французского. / Ж. Оне. — Москва: Мир книги, 2011. — 190 с.; 21 см. — (История в романах)

- Таинственная женщина / Жорж Онэ; Пер. с фр. А. Залицкой. — Москва: GELEOG [и др.], 2012. — 318 с. ил.; 21 см. — (Книжная коллекция). — (Золотой детектив). — (Книжная коллекция МК).

## Драматургия и переделки
- Теща (Serge Panine). Пьеса в 5 д., передел. из романа «Serge Panine» / Соч. Жоржа Онэ (Georges Ohnet); Пер. К. А. Тарновского и Э. Э. Маттерна. — Москва: Печ. С. П. Яковлева, 1884. — 121 с.; 22 см. {Игралась в январе 1892 г. и январе 1898 г. на сцене Малого Театра[10]}

- Горнозаводчик (Le maître de forges). Пьеса в 4 д. и 5 карт. / Соч. Жоржа Онэ; Пер. Э. Э. Матерна и С. А. Милова. — Москва: Театр. б-ка С. И. Напойкина, ценз. 1885. — 104 с.; 22 см.

- Горнозаводчик (Le maître de forges). Пьеса в 4 д. и 5 карт. / Соч. Жоржа Онэ; Пер. Э. Э. Матерна и С. А. Милова. — Москва: лит. Моск. театр. б-ки Е. Н. Рассохиной, ценз. 1885. — 102 с.; 22 см.

'То же: Москва : Театр. б-ка М. А. Соколовой, ценз. 1904. — 103 с.; 22 см.
- Житейские бури Мэри. Комедия в 4 д., передел. для рус. сцены из пьесы Жоржа Оне «Le maitre de forges» Т. И. Донским. — Москва: лит. Моск. театр. б-ки Е. Н. Рассохиной, ценз. 1887. — 119 с.; 23 см.

- Не в силе правда. Драма в 5 д. и 6 карт / Соч. Ж. Онэ; Пер. [с фр.] Э. Матерна. — Москва: лит. С. Ф. Рассохина, ценз. 1892. — 87 с.; 22 см.

- Горнозаводчик. Драма в 4 д. / Ж. Онэ. — Москва: газ. «Театральные известия», 1896. — 10 с. — (Краткое содержание пьес репертуара Л. Барная; Турне 1896 г.) — {То есть это не текст пьесы, а именно краткое содержание}

- Король Парижа. Драма в 5 д. и 7 карт. Пер. П. И. Чардынин по роману Жоржа Онэ «Король Парижа». — Москва: лит. Моск. театр. б-ки С. Ф. Рассохина, ценз. 1902. — 146 с.; 22 см.

- В области фантазии. Картинка в 1 д., переделано из повести «Urule» Ж. Онэ {Такой повести не существует. Видимо, ошибка каталогизатора} С. Сарнавской. — Москва: С. Ф. Рассохин, ценз. 1911. — 12 с.; 25 см.

## Экранизации
В России по романам Оне были сняты художественные фильмы «Жизнь за жизнь» (1916) и «Король Парижа» (1917). Роман «Горнозаводчик» трижды экранизировался во Франции и в Италии; одна из экранизаций была осуществлена известным режиссёром Абелем Гансом.

## Русские переводчики Жоржа Оне
- Безобразов, Владимир Павлович (1828—1889) — русский ученый-экономист, академик Петербургской АН, переводчик.

- Залицкая А. — современная переводчица.

- Ерошкин, Александр Петрович (1857—1897) — драматург, поэт, журналист и переводчик.

- Карелин, Кесарь Карлович (настоящая фамилия Пеллегрини) — русский писатель и переводчик, ветеран русско-турецкой войны 1877—1878 гг. В дальнейшем, сотрудник журнала «Свет».

- Латернер, Федор Ноэлевич (1876—1925) — театральный критик, драматург, переводчик. С 1896 г. постоянный сотрудник редакции ж. «Театр и искусство».

- Матерн, Эмилий Эмилиевич (1854—1938) — юрист, переводчик, драматург.

- Милов, Сергей Алексеевич — русский драматург и переводчик.

- Москалева, В. А. — переводчица с немецкого, французского и итальянского языков в 1896—1913 гг.

- Ненарокомова, Л. И. — переводчица 1900-х годов.

- Перемежко-Галич, Екатерина Ивановна (урожденная Левенсон) — русская переводчица.

- Сароченкова, М. А. — плодовитая русская переводчица с французского и немецкого языков, перевела более 30 романов.

- Сарнавская-Маркс, Софья Симоновна (? −1918) — драматург и переводчик.

- Силич, С. Д. — переводчик, идентифицировать не удалось.

- Соловова, С. (Соловова-Дубровская, С.) — переводчица.

- Тарновский, Константин Августович (1826—1892) — русский драматург, музыкант и переводчик.

- Хмелева, Ольга Неоновна — русская детская писательница и переводчица.

- Чардынин, Петр Иванович (1878—1934) — русский актёр, кинорежиссёр эпохи немого кино и переводчик.